# Ma Shitu
Ma Shitu (chinois simplifié : 马识途 ; chinois traditionnel : 馬識途 ; pinyin : Mǎ Shítú), né le 17 janvier 1915 à Shibao dans le xian de Zhong (république de Chine) et mort le 28 mars 2024 à 109 ans, était un écrivain, calligraphe, homme politique et centenaire chinois,,.

## Publications
- 清江壮歌, Qīngjiāng zhuàng gē (1996)
- 找红军, Zhǎo Hóngjūn (1979)
- 夜谭十记, Yè tán shí jì (1983), adapté au cinéma par Jiang Wen sous le titre Let the Bullets Fly
- 马识途短篇小说选, Mǎ Shítú duǎnpiānxiǎoshuō xuǎn (1984)
- 京华夜谭, Jīng huá yè tán (1987)
- 盛世微言, Shèngshì wēi yán (1994)
- 沧桑十年, Cāngsāng shí nián (1999)
- 没有硝烟的战线, Méiyǒu xiāoyān de zhànxiàn (2003)
- 马识途文集 1-10, Mǎ Shítú wénjí 1-10 (2005)
- 在地下, Zàidìxià (2005)